# (4742) Caliumi
(4742) Caliumi (1986 WG) – planetoida z grupy pasa głównego asteroid okrążająca Słońce w ciągu 3,75 lat w średniej odległości 2,41 j.a. Odkryta 26 listopada 1986 roku.